# منزل لشغر نويس
منزل لشغر نويس (بالفارسية: خانه لشگرنویس) هو منزل تاريخي يعود إلى عصر القاجاريون، ويقع في طهران.